# Clastoptera taeniata
Clastoptera taeniata är en insektsart som beskrevs av Williams 1923. Clastoptera taeniata ingår i släktet Clastoptera och familjen Clastopteridae. Inga underarter finns listade i Catalogue of Life.